# Лами-Старнути, Эдгардо
Эдгардо Лами-Старнути (итал. Edgardo Lami Starnuti, 3 марта 1887, Понтедера, Королевство Италия — 4 мая 1968) — итальянский государственный деятель, министр промышленности и торговли Италии (1965—1966).

## Биография
С 1914 по 1922 гг. был мэром Каррары, представляя социалистов. В годы правления фашистского режима Муссолини был вынужден эмигрировать в Швейцарию.
По возвращении на родину в 1945 г. возглавил политический еженедельник «La battaglia Socialista».
В 1946 г. был избран в состав Учредительного собрания Италии. С 1958 г. являлся сенатором.
Занимал должности в Совете Министров Италии:
- 1958—1959 гг. — министр государственного участия,
- 1965—1966 гг. — министр промышленности и торговли.

Также являлся президентом электроэнергетической кампании Милана и провинциального совета в Милане.